# Santa Bàrbara (Senterada)
Santa Bàrbara, és una muntanya de 1.612,9 m. alt. situada dins del terme municipal de Senterada, a l'enclavament de Larén. És a l'extrem nord-est de l'enclavament, a prop del límit amb els termes de Sarroca de Bellera i de la Torre de Cabdella.
Aquest cim està inclòs al llistat dels 100 cims de la FEEC
A llevant seu hi ha l'ermita de Santa Bàrbara, i al sud-oest, el poble de Larén.